# ويم بيترز
ويم بيترز (بالهولندية: Wim Peters)‏ ‏ (28 سبتمبر 1921 - 23 فبراير 2019 ) صحفي، وسياسي من مملكة هولندا.